# إيلي كيتس
إيلي كيتس (بالإنجليزية: Ele Keats)‏ هي عارضة وممثلة أمريكية، ولدت في 24 أغسطس 1973 بباريس في فرنسا.

## أعمال

### أفلام
- (1992) نيوزيس
- (1993) الناجين[5]
- (2015) الفصل الثالث[6][7]
- (2016) ويجا 2[8]

### مسلسلات
- موردر
- كولد كيس

## وصلات خارجية
- إيلي كيتس على موقع IMDb (الإنجليزية)
- إيلي كيتس على موقع ألو سيني (الفرنسية)
- إيلي كيتس على موقع أول موفي (الإنجليزية)
- إيلي كيتس على موقع قاعدة بيانات الأفلام السويدية (السويدية)
- إيلي كيتس على موقع قاعدة بيانات الفيلم (الإنجليزية)
- إيلي كيتس على موقع كينوبويسك (الروسية)